# Pleurotrocha atlantica
Pleurotrocha atlantica är en hjuldjursart som beskrevs av Myers 1936. Pleurotrocha atlantica ingår i släktet Pleurotrocha och familjen Notommatidae. Inga underarter finns listade i Catalogue of Life.